# Sjednocená Silla
Sjednocená Silla nebo Spojená Silla (hangul: 통일신라, hanča: 後新羅), též Pozdní Silla (hangul: 후신라, hanča: 統一新羅), jsou jména často užívané pro korejské království Silla v letech 668 až 935.
Během prvních několika století našeho letopočtu byl Korejský poloostrov rozdělen do tří válčících království – Silly, Pekče a Kogurja. Toto období korejské historie je známo jako období Tří království.
Od počátku 7. století n. l. bylo Kogurjo zaměstnáno krvavými válkami s čínskými dynastiemi Suej a Tchang. Toho využil král Pekče Uidža (641–660) k napadení Silly. Jeho počáteční úspěch donutil Sillu uzavřít spojenectví s čínskou dynastií Tchang. V roce 660 zaútočil král Silly Munmu na Pekče. Generál Kim Ju-sin podporován vojsky Tchangů porazil generála Ge-Baeka a dobyl Pekče. O rok později táhl na Kogurjo, ale byl odražen. Roku 667 postavil Munmu do čela druhé vojenské kampaně osvědčeného generála Kima a v roce 668 Kogurjo padlo. Král Munmu byl prvním vládcem panujícím celému Korejskému poloostrovu. Proto od roku 668 království Silla nazýváme Sjednocená Silla.
Po poražení Kogurja musela Silla z dobytého území ještě vytlačit Číňany – své bývalé spojence. V roce 671 získala plnou kontrolu nad územím dřívějšího Pekče. Roku 676 byly jednotky Tchangů po několika bitvách donuceny k ústupu. Nakonec Číňané i formálně přemístili své místodržitelské úřady mimo území Korejského poloostrova a fakticky uznali nadvládu Silly nad celým poloostrovem.
Sjednocená Silla přetrvala 267 let, dokud se poslední král Kjongsun nevzdal Korju v roce 935.
Název „Sjednocená Silla“ je termín používaný od rozdělení Koreje v roce 1945 a v určitém smyslu vyjadřuje současná politická přání. Předtím historikové používali termíny „Jižní a Severní státy“, který zahrnoval i království Parhä.